# Abydos (Azja Mniejsza)

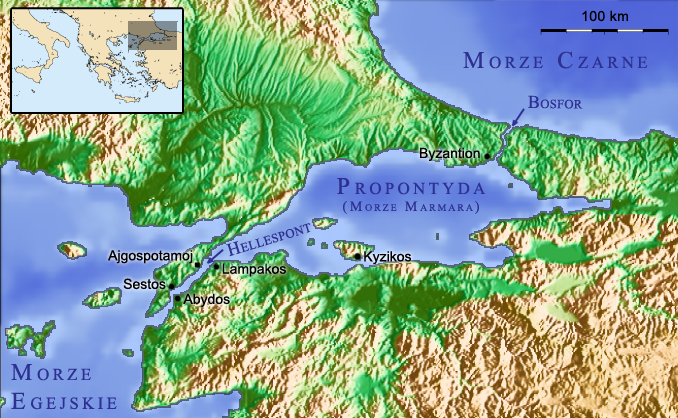
Położenie Abydos

Abydos (gr. Ἄβυδος) – starożytne miasto w Troadzie, położone w Myzji, w Azji Mniejszej, koło obecnego Nara Burnu nad cieśniną Hellespont. Naprzeciwko Abydos po europejskiej stronie cieśniny leżało miasto Sestos. Dzieliło je mniej niż 2 kilometry. 
Abydos jest wymienione w Iliadzie [II 836] w katalogu sprzymierzeńców trojańskich. Prawdopodobnie, jak utrzymuje Strabon [II 4.8], było miastem trackim. Następnie około 700 p.n.e. stało się w ramach wielkiej kolonizacji kolonią Milezyjczyków, za przyzwoleniem władcy Lidii Gygesa.
Miasto zostało spalone przez Dariusza I w 512 p.n.e. W 480 p.n.e. Kserkses I zbudował w tym miejscu dwa mosty nad Hellespontem podczas jego inwazji na Grecję.
Miasto należało do Ateńskiego Związku Morskiego, po wojnie peloponeskiej stacjonował tam garnizon spartański. W czasie wojny korynckiej niedaleko Abydos miała miejsce bitwa pod Kremaste. W późniejszych wiekach miasto znów było pod władzą Achemenidów. 
Abydos istniało do czasów późnego Bizancjum, będąc punktem poboru cła, jego znaczenie zmalało po przejęciu tej funkcji przez twierdzę wzniesioną przez Mehmeda II Zdobywcę nad cieśniną Dardanele (ok. 1456).
Z miastem związany jest mit o Helle, córce Atamosa, od której pochodzi nazwa Hellespontu, cieśniny w której utonęła, i o Hero i Leandrze – parze kochanków rozdzielonych cieśniną.